# Lichnanthe lupina
Lichnanthe lupina là một loài bọ cánh cứng trong họ Glaphyridae. Loài này được Leconte miêu tả khoa học năm 1856.